# Lukáš Palyza
Lukáš Palyza, né le 10 novembre 1989, à Ostrava, en Tchécoslovaquie, est un joueur tchèque de basket-ball. Il évolue au poste d'ailier. 

## Palmarès
- Champion de République tchèque 2012, 2013, 2014
- Coupe de République tchèque 2012, 2013, 2014